# Funky Four Plus One
Funky Four Plus One foi um grupo de hip-hop que foi formado em 1976 e consistia de Lil' Rodney C, Keith Keith, K.K. Rockwell, Jazzy Jeff, Sha Rock e Raheem, que deixou o grupo entre 1978 e 1979. Eles fizeram sua primeira aparição no single "Rappin' And Rocking the House", lançado pela Enjoy Records em 1979. Seu maior sucesso foi com o single "That's The Joint", que foi sampleado pelos Beastie Boys em sua música "Shake Your Rump", do álbum Paul's Boutique.

## Discografia

### Álbuns
- 1983- Crash Crew Meets Funky Four (com Crash Crew)

### Singles
- 1979 - "Rappin' and Rocking the House"
- 1980 - "That's the Joint"
- 1982 - "Do You Want to Rock (Before I Let Go)"
- 1983 - "Feel It (The Mexican)"

### Compilações
- 2000 - Back To The Old School 2 - That's The Joint

## Membros
- The Voice of K.K. aka K.K. Rockwell (Kevin Smith)
- Keith Keith (Keith Caesar)
- Sha Rock (Sharon Green)
- Rahiem (Guy Todd Williams)
- Lil' Rodney C! (Rodney Stone)
- Jazzy Jeff (Jeff Miree)
- D.J. Breakout (Keith Williams)
- D.J. Baron (Baron Chappell)